# 維科湖
42°19′N 12°10′E / 42.317°N 12.167°E

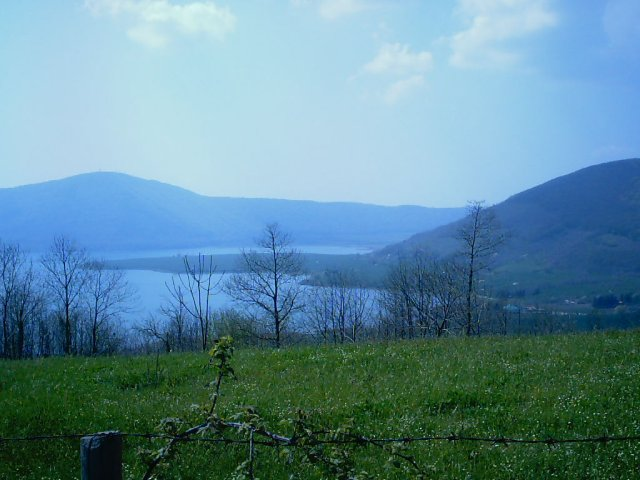

維科湖是意大利的湖泊，位於該國中部，由拉吉歐負責管轄，面積12.93平方公里，集水區面積40.95平方公里，海拔高度510米，平均水深22米，最大水深48米。

## 外部連結
- Lake Vico VR panoramas at Tuscia 360